# Legg Mason Tennis Classic 2001
Legg Mason Tennis Classic 2001 — тенісний турнір, що проходив на кортах з твердим покриттям у місті Washington, D.C., USA з 13 серпня . Належав до категорії ATP International Series Gold.

## Фінальна частина

### Одиночний розряд
Енді Роддік —  Шенг Схалкен 6–2, 6–3

### Парний розряд
Мартін Дамм /  Давід Пріносіл —  Боб Браян /  Майк Браян 7–6(7–5), 6–3